# Vieillevie
Vieillevie ist eine französische Gemeinde mit 104 Einwohnern (Stand: 1. Januar 2022) im Département Cantal in der Region Auvergne-Rhône-Alpes (vor 2016 Auvergne); sie gehört zum Arrondissement Aurillac und zum Kanton Arpajon-sur-Cère. 

## Geographie
Vieillevie liegt etwa 25 Kilometer südlich von Aurillac am Lot, der die Gemeinde im Süden begrenzt. Umgeben wird Vieillevie von den Nachbargemeinden Cassaniouze im Westen und Norden, Junhac im Norden, Montsalvy im Nordosten, Le Fel im Osten, Sénergues im Südosten und Süden sowie Grand-Vabre im Südwesten.

## Bevölkerungsentwicklung
| Jahr                       | 1962 | 1968 | 1975 | 1982 | 1990 | 1999 | 2006 | 2011 | 2019 |
| Einwohner                  | 233  | 213  | 194  | 197  | 146  | 114  | 115  | 110  | 108  |
| Quellen: Cassini und INSEE |      |      |      |      |      |      |      |      |      |

## Sehenswürdigkeiten
- Kirche Saint-Laurent
- Burg Vieillevie aus dem 11. Jahrhundert, Monument historique seit 1993

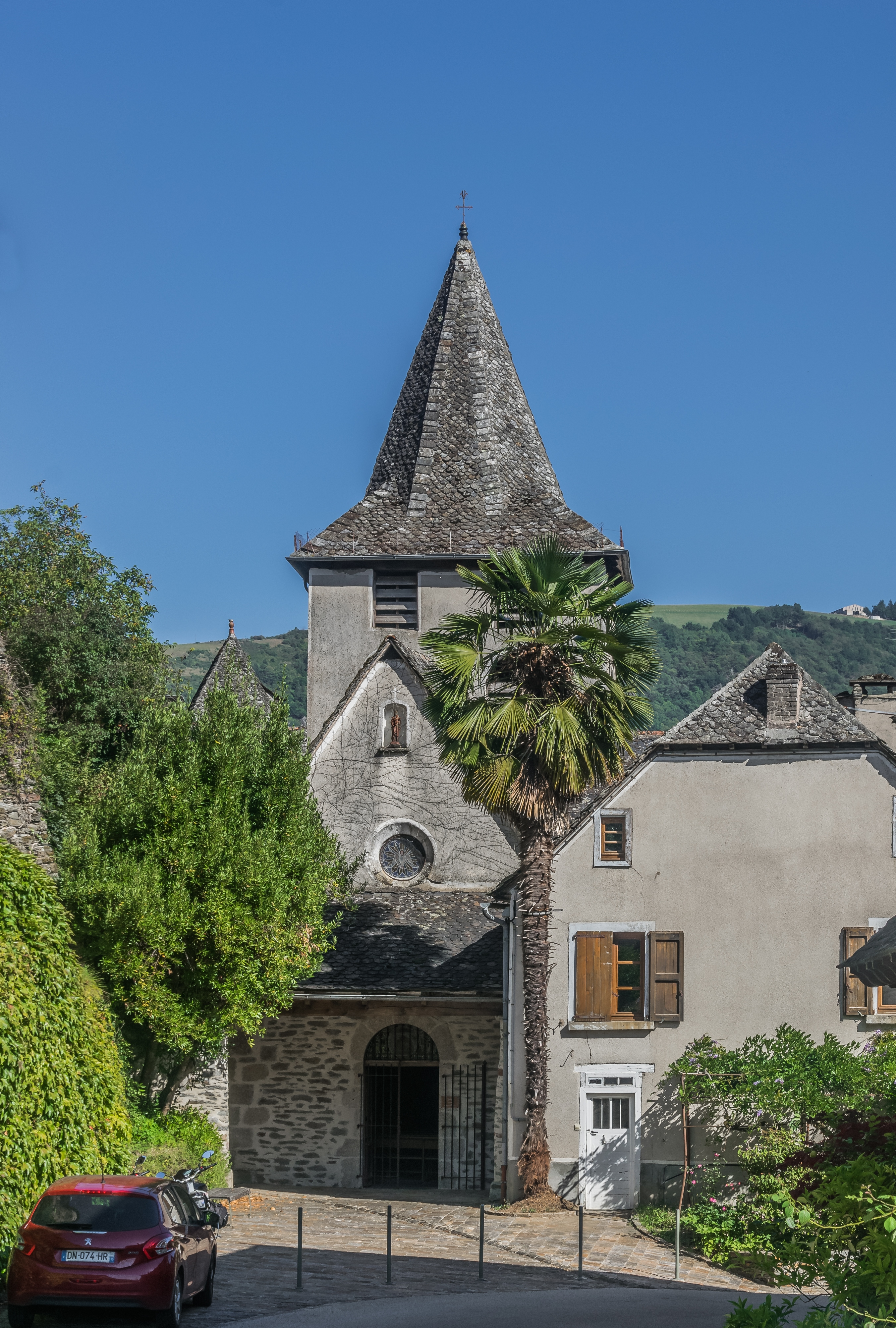
Kirche Saint-Laurent
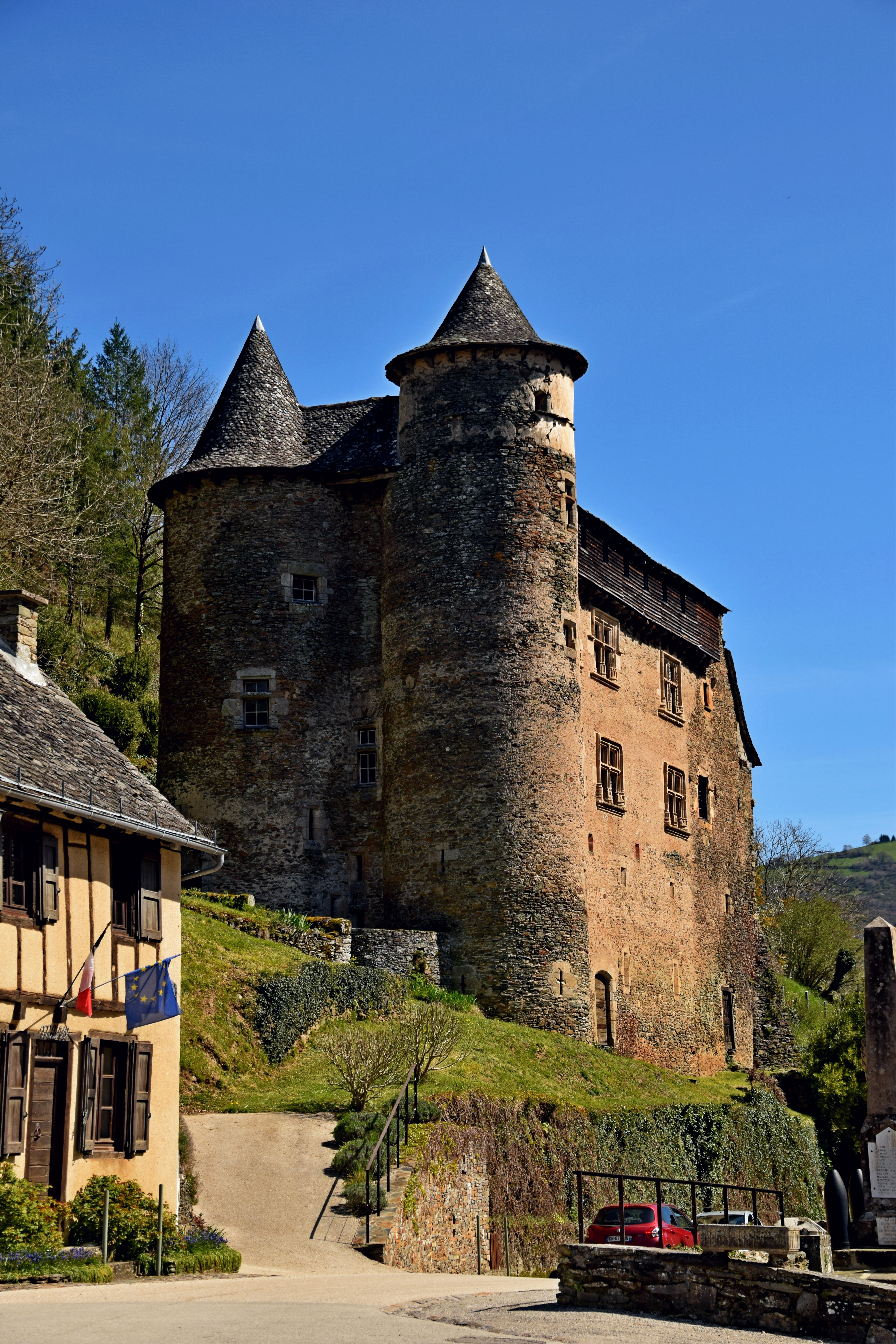
Burg Vieillevie